# لورين أندرسون
لورين أندرسون (بالإنجليزية: Lauren Anderson)‏ (ولدت في 6 يونيو 1980 في ميلووكي، ويسكونسن) هي عارضة أمريكية وأختيرت كعارضة الشهر في البلاي بوي في يوليو 2002,وظهرت في العديد من من فيديوهات البلاي بوي.لورين كانت الفائزة في برنامح التلفزيون "Who Wants to Be a Playboy Centerfold?"،الذي بث على شبكة فوكس في مايو 2002. هي نجمة في أنواع إنتاج متنوعة "Headlights and Tailpipes" في لاس فيغاس في "Stardust Resort & Casino"

## وصلات خارجية
- الموقع الرسمي
- لورين أندرسون على موقع IMDb (الإنجليزية)
- لورين أندرسون على موقع ماي سبيس

```
على موقع 
تويتر
```

ٍ